# Dactylis glomerata
La dattile (Dactylis glomerata L., 1753) è una specie erbacea della famiglia delle Poacee, ampiamente coltivata come pianta foraggera, e comunemente nota come erba mazzolina o pannocchina.
È una pianta molto rustica, sopporta temperature invernali basse, condizioni di siccità e tutti i tipi di terreno.
È anche molto produttiva (100-120 q/ha, tra le perenni seconda solo a Festuca arundinacea) e molto longeva.
È una specie a lento insediamento, per la semina necessita buona preparazione del terreno. Può essere seminata sia in primavera (a marzo, per evitare le gelate tardive a cui è sensibile) sia in autunno (entro fine agosto, per consentire lo sviluppo prima dei rigori invernali).

## Usi
La dattile è un'essenza da sfalcio (possibilmente a inizio spigatura) o da pascolo. Con lo sfalcio è utilizzata come fieno o come insilato. In genere non si utilizza in coltura pura, bensì come componente di prati oligofiti. In particolare si presta alla consociazione con l'erba medica in virtù della sua limitata aggressività.